# Commiphora playfairii
Commiphora playfairii är en tvåhjärtbladig växtart som först beskrevs av Joseph Dalton Hooker, och fick sitt nu gällande namn av Adolf Engler. Commiphora playfairii ingår i släktet Commiphora och familjen Burseraceae. Inga underarter finns listade i Catalogue of Life.